# 北京大学生物动态光学成像中心
生物动态光学成像中心（英語：Biodynamics Optical Imaging Center），是北京大学最新（2010年）成立的生物学研究中心，主要侧重于生物学交叉领域的发展研究。中心主任为国际著名生物物理学家谢晓亮教授。

## 中心简介
BIOPIC侧重于生物领域的交叉研究，主要在以下领域：
- 先进生物成像技术；包括活体实时成像技术、高分辨率成像技术、单分子光谱技术、荧光显微光谱技术等。
- 基因与DNA测序技术。
- 基础生物学和医学的研究。
- 医疗诊断技术。

BIOPIC拥有国际评审顾问委员会。会员包括不少知名专家，如：饶毅（北京大学生命科学学院原院长）、王晓东（北京生命科学研究所所长）、施一公（清华大学生命科学学院原院长）、庄小威（哈佛大学物理、化学系）、史蒂芬·夸克（Stephen Quake，斯坦福大学），大卫·本斯莫（David Bensimon，巴黎高等师范学院）、芭芭拉·沃尔德（Barbara Wold，加州理工学院贝克曼研究所所长）等等。